# Croix romane de Feuguerolles-Bully
La croix romane de Feuguerolles-Bully est une croix monumentale située à Feuguerolles-Bully, en France.

## Localisation
La croix est située à Feuguerolles-Bully dans le département du Calvados, sur la route de Saint-André-sur-Orne, sur le territoire de l'ancienne commune de Feuguerolles-sur-Orne, près du pont de la voie ferrée.

## Architecture
L'édifice est inscrit au titre des monuments historiques depuis le 4 octobre 1932.

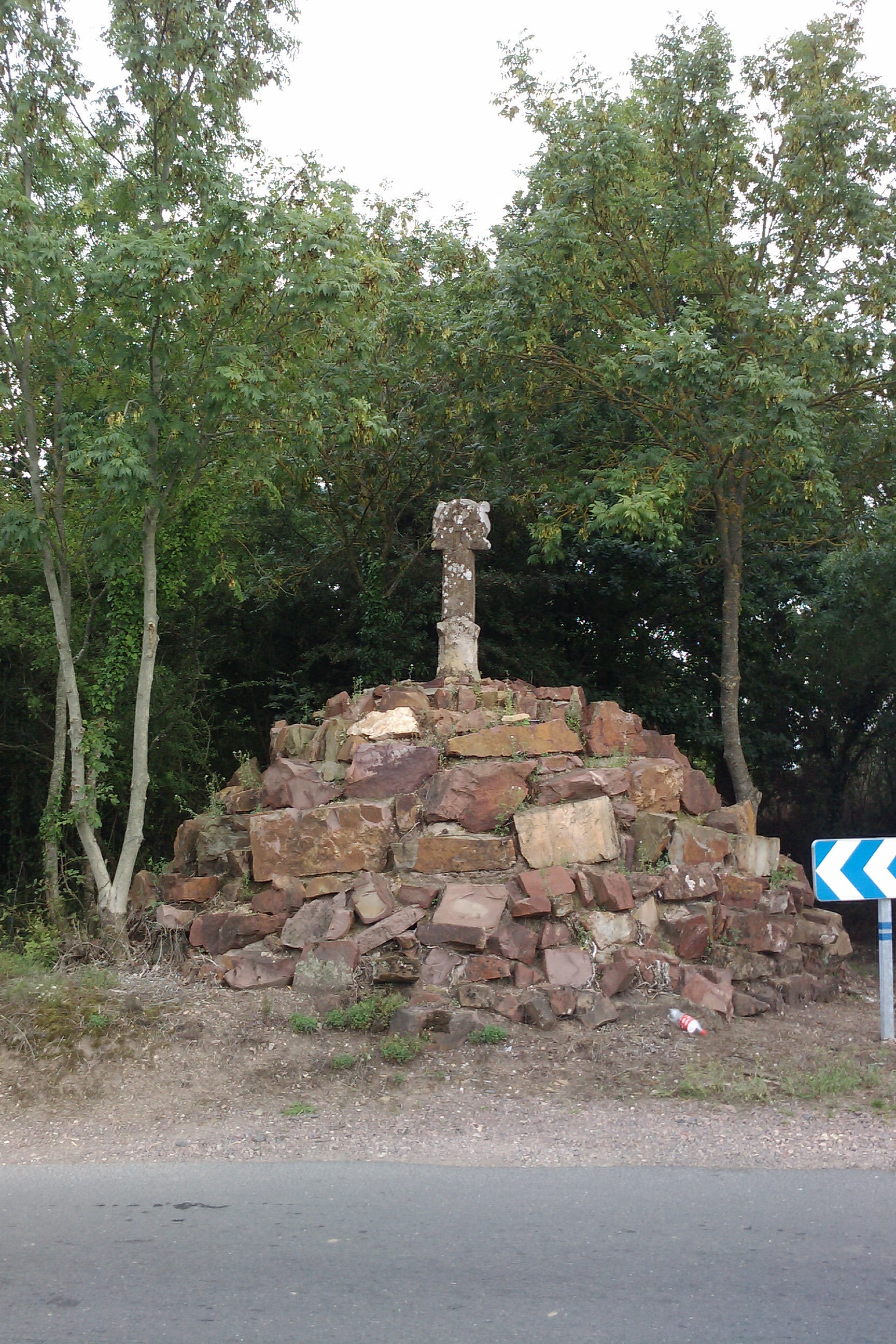
La croix romane vue de la route.
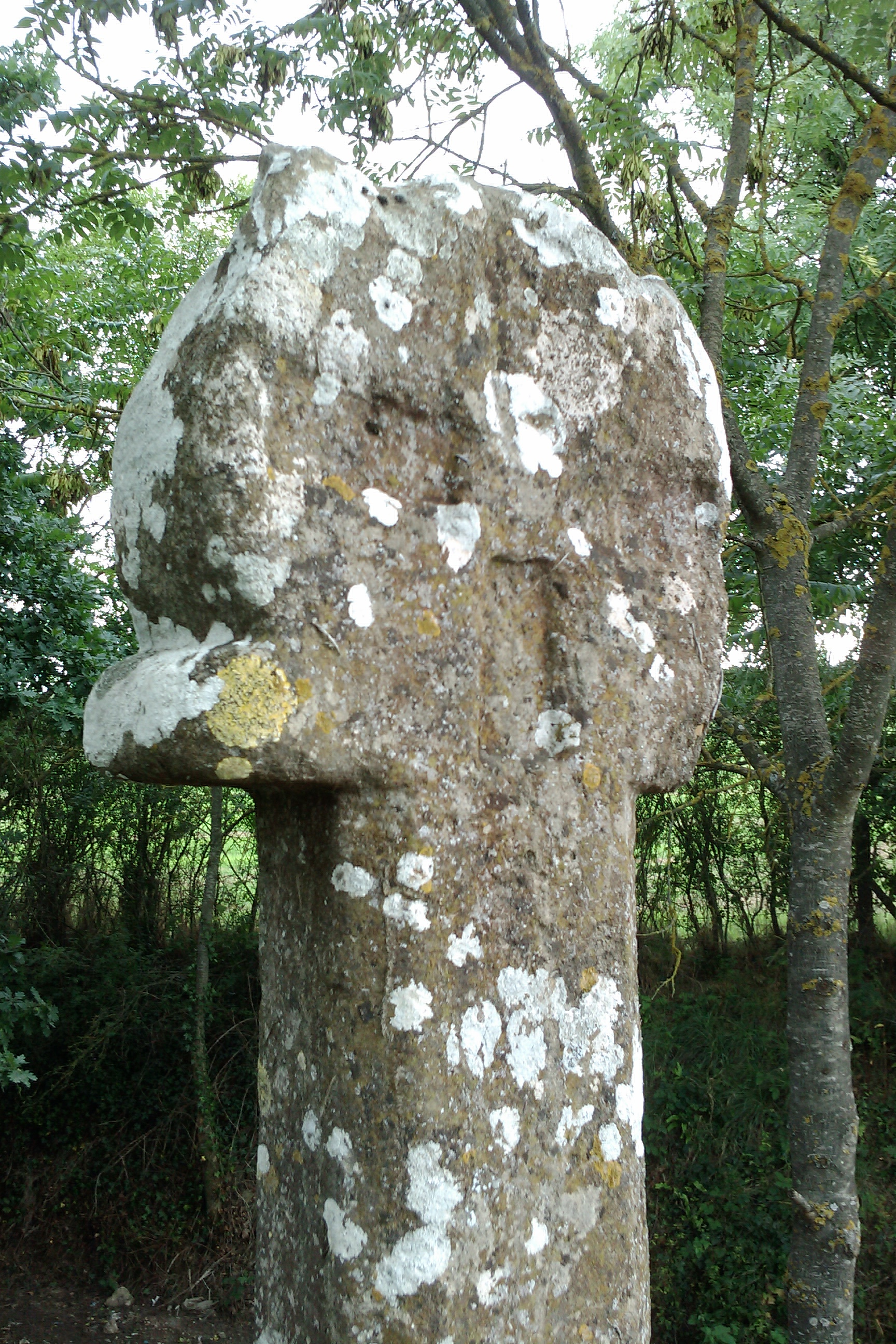
La partie supérieure.